# Foglietto β

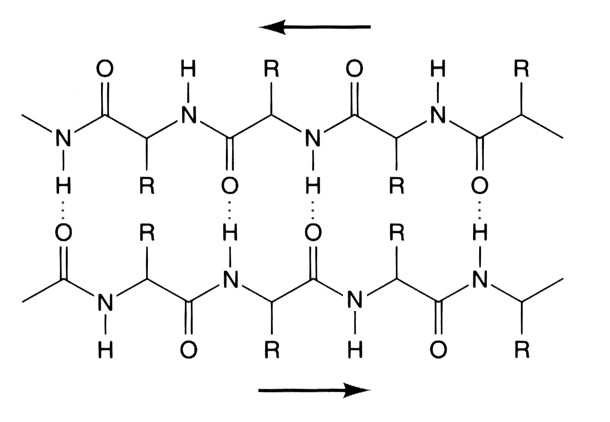
Diagramma di un β-foglietto. Sono evidenziati i legami idrogeno tra i due filamenti peptidici

Il β-foglietto o foglietto beta o struttura β a pieghe è la seconda forma più diffusa di struttura secondaria delle proteine (la prima è l'alfa elica), che consiste di più filamenti β disposti uno accanto all'altro e collegati tra loro da tre o più legami idrogeno che formano una struttura planare molto compatta. Nel dettaglio, si definisce filamento β (si usa comunemente il corrispettivo inglese β-strand) una sequenza peptidica di amminoacidi (tipicamente composta da 5-10 amminoacidi) che si dispone linearmente ed è in grado di instaurare legami idrogeno.
La natura del legame fra C-N è rigida e questo fa sì che i sei atomi che partecipano al legame carbaminico giacciano tutti sullo stesso piano. Questi piani si dispongono, nella struttura β, a zig zag con un angolo di circa 120º. I residui amminoacidici (le catene R) sporgono al di sopra e al di sotto del foglietto alternativamente.
La struttura a foglietto β è presente tipicamente nella fibroina (proteina costituente la seta, ma anche la tela prodotta dai ragni), dove i foglietti sono disposti su più piani. In particolare, la peculiare sequenza aminoacidica di tale proteina (ripetizioni di tre amminoacidi piccoli, glicina, serina e alanina) crea un intreccio a pettine molto compatto, che conferisce la nota resistenza della seta.
Lo studio dei foglietti β è anche particolarmente rilevante poiché l'associazione degenerante di strutture di questo tipo è stato osservato in numerose patologie umane, come ad esempio le amiloidosi (tra cui figura la malattia di Alzheimer).

## Storia
La prima struttura a foglietto β è stata proposta da William Astbury negli anni trenta del secolo scorso. Egli propose l'idea della formazione di legami idrogeno tra i legami peptidici. In ogni caso, Astbury non era in possesso dei dati di geometria del legame necessari per costruire un modello completo e accurato (in particolare non era a conoscenza del fatto che il legame peptidico è planare). Una versione sistematica del modello fu proposta infine da Linus Pauling e Robert Corey nel 1951.

## Struttura e orientamento

### Geometria
La maggior parte dei β strands sono disposti adiacenti l'un l'altro, a formare un'ampia rete di legami idrogeno, nella quale i gruppi amminici di uno scheletro peptidico formano legame con quelli carbonilici del filamento opposto. In ogni singolo filamento le catene laterali si dispongono perpendicolarmente al piano del foglietto, puntando alternativamente verso l'alto e verso il basso. β strands adiacenti si allineano in modo tale che i rispettivi Cα siano adiacenti e che le rispettive catene laterali puntino nella stessa direzione.
L'aspetto pieghettato dei filamenti deriva dal legame chimico tetraedrico che si instaura presso i Cα. Ad esempio, se una catena laterale punta verso l'alto, allora il legame al {\displaystyle \mathrm {C^{\prime }} } deve per forza puntare verso il basso, dal momento che l'angolo di legame è pari a circa 109,5º. Dalla piega deriva il fatto che la distanza tra {\displaystyle \mathrm {C^{\alpha }} _{i}} e {\displaystyle \mathrm {C_{i+2}^{\alpha }} } sia di circa 6 Å e non dei 7,6 Å (2 × 3,8 Å) attesi in un legame virtuale tra due peptidi trans. La distanza tra due atomi Cα in β strands contenenti legami idrogeno è di circa 5 Å.
In ogni caso, i foglietti β esibiscono raramente una struttura perfettamente planare; più spesso presentano una leggera torsione, dovuta alla chiralità degli amminoacidi che li compongono. L'angolo diedro preferito dal punto di vista energetico, (φ, ψ) = (–135º, 135º) (corrispondente grossomodo alla regione in alto a sinistra del grafico di Ramachandran), è infatti differente da quello che caratterizzerebbe una conformazione completamente planare, (φ, ψ) = (–180º, 180º). La torsione è spesso associata a fluttuazioni alternate negli angoli diedri, per impedire ai singoli filamenti di un foglietto di divaricarsi verso l'esterno. Un buon esempio di ciò è il β-forcina ritorto visibile nella proteina BPTI.

### Disposizione dei legami idrogeno
Dal momento che le catene peptidiche hanno una direzionalità conferita dalle estremità NTD (N-terminale) e CTD (C-terminale), anche i filamenti β possono essere definiti direzionali. Essi sono spesso rappresentati, infatti, da una freccia rivolta verso la coda CTD. Filamenti β adiacenti possono dunque formare legami idrogeno in modalità antiparallela, parallela o mista.
La disposizione antiparallela prevede che l'NTD di un filamento sia disposto accanto al CTD del filamento adiacente. Tale arrangiamento produce una struttura estremamente stabile, poiché permette ai legami idrogeno di essere planari (l'orientamento preferito). La conformazione dei foglietti antiparalleli, infatti, permette l'instaurarsi di un cosiddetto accoppiamento vicino di legami idrogeno.
I foglietti paralleli, che consistono di NTD tutti rivolti verso la medesima direzione, hanno invece una struttura meno stabile, poiché i legami idrogeno non sono planari. Il fatto che sia raro trovare un foglietto-β parallelo con meno di cinque filamenti conferma la maggiore instabilità della struttura (che impedisce, di fatto, la costituzione di foglietti con numeri ridotti di strands). La formazione dei legami idrogeno, in particolare, è definita accoppiamento largo.
Un singolo foglietto può anche esibire una struttura mista. Tali arrangiamenti sono molto meno comuni degli altri due, suggerendone una maggiore instabilità intrinseca.
La formazione dei legami idrogeno nei foglietti β può evidenziare problemi locali all'interno di determinate regioni dei foglietti: tali regioni sono definite beta bulges (rigonfiamenti beta).

### Disposizione degli amminoacidi nel foglietto β
Gli amminoacidi aventi residui ingombranti e aromatici (ad esempio tirosina, fenilalanina e triptofano), nonché alcuni ramificati e non carichi (come treonina, valina e isoleucina) si dispongono solitamente al centro dei foglietti. Altri tipi particolari di amminoacidi (come la prolina) sono spesso posizionati alle estremità, probabilmente per evitare associazioni tra diversi foglietti, alla base della formazione di amiloide.

## Motivi strutturali comuni

### Motivo forcina-β

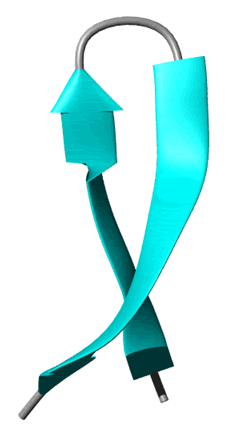
β forcina - Porzione della proteina prionica di criceto siriano

Un motivo strutturale molto semplice che coinvolge foglietti β è la forcina-β, nel quale due filamenti antiparalleli sono legati tra loro da un segmento di due-cinque residui amminoacidici, tra i quali figurano solitamente una glicina e una prolina, che sono in grado di assumere gli angoli diedri necessari per disporsi a giro.
Spesso i filamenti singoli possono anche essere collegati in maniera più elaborata con segmenti più lunghi, che a volte possono contenere α eliche o anche interi domini proteici.

### Motivo a chiave greca

Motivo a chiave greca

Il motivo a chiave greca (dall'inglese Greek key motif, con riferimento alle greche ornamentali) consiste in quattro filamenti adiacenti antiparalleli e nei segmenti di congiunzione degli stessi. In particolare, tre di questi filamenti sono connessi da forcine, mentre il quarto è adiacente al primo e collegato al terzo da un segmento più lungo. Queste strutture si formano molto di frequente durante i processi di ripiegamento.

### Motivo β-α-β
A causa della chiralità degli amminoacidi che li compongono, tutti i filamenti presentano una torsione destrorsa, evidente nella maggior parte delle architetture composte da foglietti-β. In particolare, il segmento che collega due filamenti contiene spesso una regione a elica, nel cui caso la struttura complessiva è definita motivo β-α-β. Un motivo molto simile, quello β-α-β-α, forma la struttura terziaria più comune nelle proteine, il barile TIM.

### Motivo β-meandro

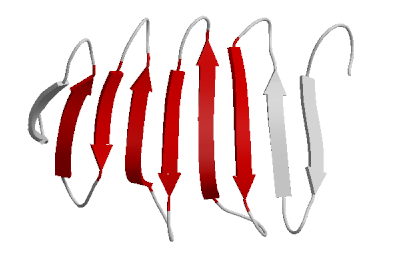
β-meandro - Porzione della proteina A della superficie esterna di Borrelia burgdorferi complessata con un anticorpo monoclonale murino

Un motivo strutturale molto semplice è quello composto da due o più filamenti consecutivi antiparalleli, legati insieme da un forcina.. Tale motivo, definito β-meandro (dal termine meander, che in inglese si riferisce ai già citati motivi ornamentali ripetuti) è molto comune nei foglietti-β ed è frequente in architetture come i barili-β e i β-propellers.

### Motivo Laccio-Ψ

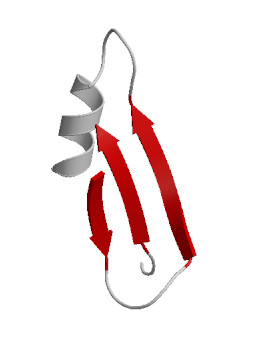
Laccio-Ψ - Porzione di una carbossipeptidasi A

Il motivo Laccio-Ψ (in  inglese, Ψ-Loop) consiste di due filamenti antiparalleli con un filamento che si dispone al loro interno, legato tramite legami idrogeno. Questo motivo è raro, dal momento che la sua formazione appare notevolmente sfavorita durante i processi di ripiegamento proteico. Il Laccio-Ψ fu messo in evidenza per la prima volta nella famiglia delle acido aspartico proteasi, tra cui figurano la pepsina, la renina, la rennina e la catepsina D.

## Architetture strutturali delle proteine con foglietto β
Secondo la classificazione SCOP, sono presenti foglietti β nei domini proteici all-β, α+β e α/β. I domini all-β sono in grado di formare barili β, β sandwiches, β prisms, β propellers ed eliche β.

## Topologia strutturale
La topologia di un foglietto β è la descrizione dell'ordine dei filamenti β che compongono il foglietto stesso. Ad esempio, il dominio della flavodossina presenta un foglietto β parallelo composto da cinque filamenti con topologia 21345; ciò significa che il secondo e il quinto filamento si dispongono alle estremità e si legano con legami idrogeno, rispettivamente, al filamento 1 e al 4, i quali prendono contatto anche con il 3, che si dispone al centro. Secondo lo stesso principio, il motivo a chiave greca citato in precedenza ha topologia 4123.
La struttura secondaria di un foglietto può dunque essere descritta sommariamente fornendone il numero di filamenti, la topologia e l'orientamento parallelo o antiparallelo.
Inoltre, i foglietti β possono essere aperti (con due filamenti alle estremità) o chiusi (come nelle conformazioni a barile, che non presentano estremità). Più foglietti aperti possono assemblarsi tra loro faccia-faccia o estremità-estremità, formando cioè un unico grande foglietto β.

## β eliche parallele
Una elica β si forma in presenza di unità strutturali ripetute composte da due o tre β strands corti e legati da segmenti brevi. Queste unità si impilano una sopra l'altra a formare una struttura elicoidale. Tutti i filamenti vengono a disporsi in maniera grossomodo planare, con una superficie risultante che appare piana, con la forma di un prisma triangolare. Una struttura del genere si trova ad esempio nell'enzima pectato liasi, che presenta un'elica a due filamenti. Una più complessa elica a tre filamenti è presente nella proteina della coda del batteriofago P22.

## Foglietti β in patologia
Alcune proteine, disordinate o costituite di alfa-eliche in condizioni normali, possono formare strutture oligomeriche costituite da grandi quantità di foglietti β in condizioni patologiche (come avviene nel caso della formazione della β-amiloide). Una patologia indotta da disordini di questo tipo è la malattia di Alzheimer.